# Forum 3

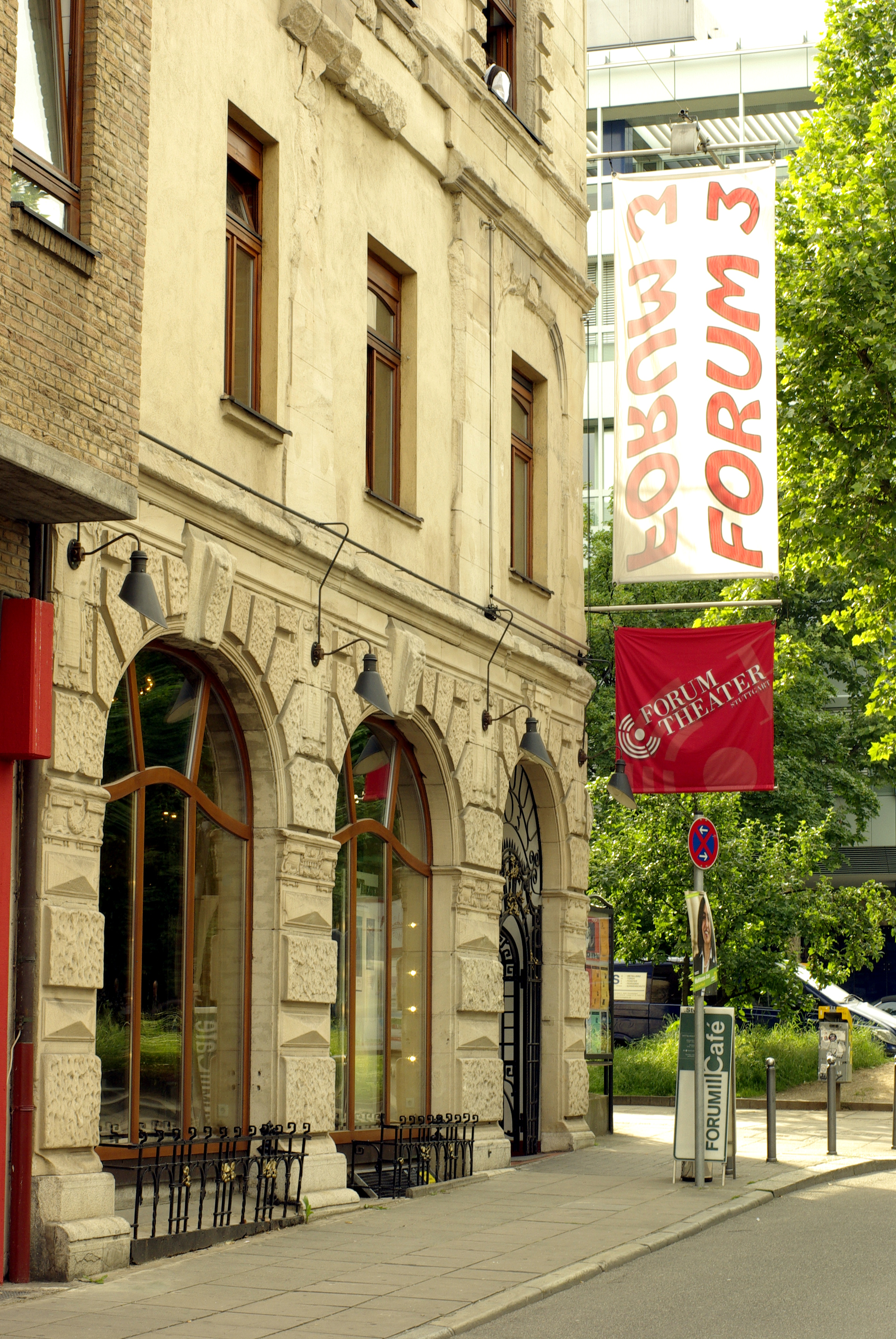
Forum 3

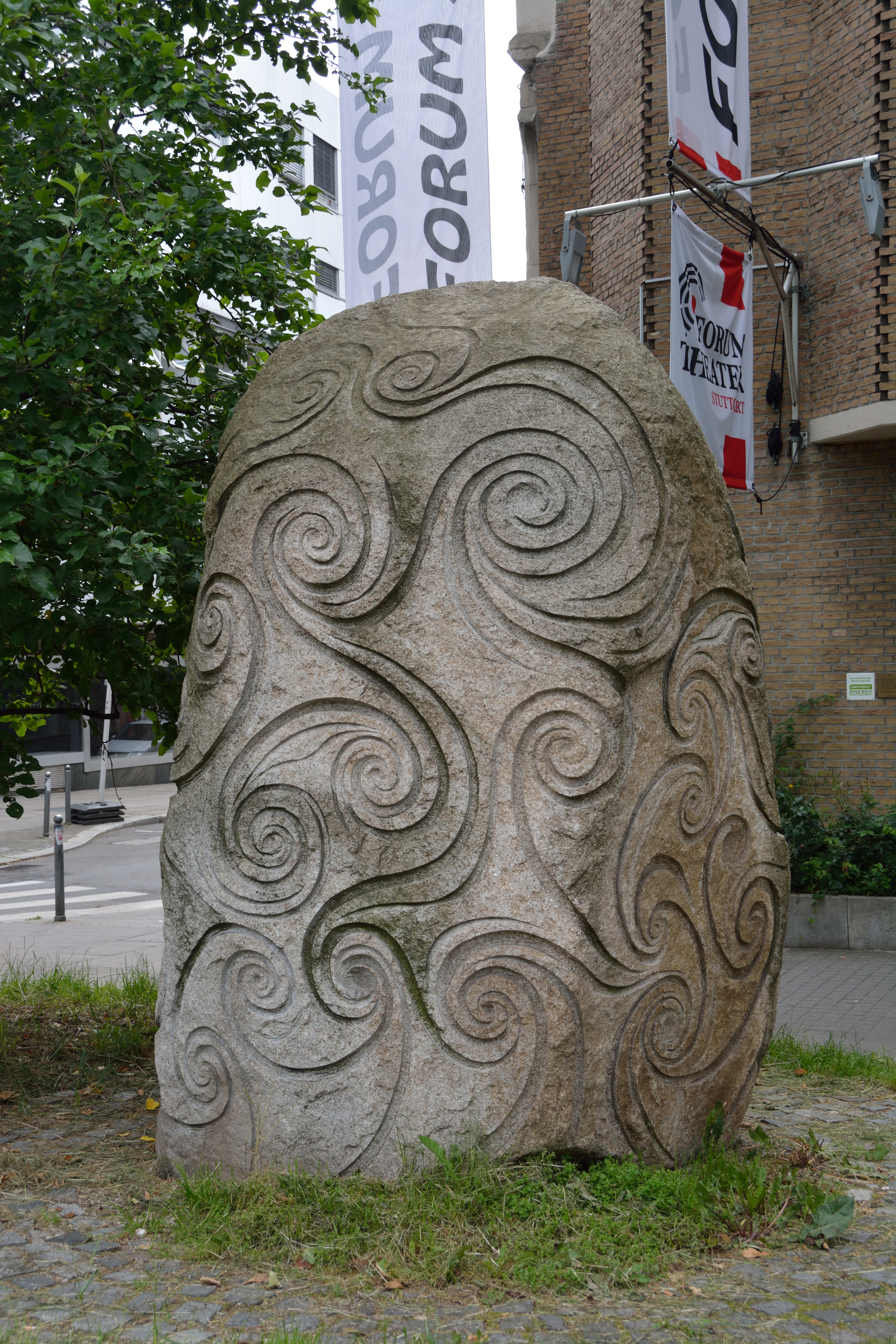
Der Stein der bewegenden Begegnung, aufgestellt vom Forum 3

Das Forum 3 (»Verein zur Förderung der Jugendpflege, Volks- und Berufsbildung«) ist ein selbstverwaltetes Jugend- und Kulturzentrum an der Theodor-Heuss-Straße im Zentrum Stuttgarts. Es wurde im Jahr 1969 von der »Aktionsgruppe für Dreigliederung« in einem Abbruchhaus gegründet.
Seit seiner Gründung pflegt das Forum 3 eine offene Beziehung mit den unterschiedlichsten Menschen, politischen Parteien und Zielen und ist so zu einem Zentrum für bürgerliche Protestbewegungen und Initiativen geworden, die den gesellschaftlichen Wandel gestalten wollen. 1970 wird der erste Schülerstreik in Baden-Württemberg und der Protest gegen den Bau des AKW Neckarwestheim organisiert und 1983 treffen sich Teile der Friedensbewegung im Forum 3. 2008 hielt die mit dem 100-Wasser erfolgreiche Rekommunalisierungsinitiative Stuttgarter Wasserforum im Forum 3 ihre Treffen ab, wie ab 2010 viele der Gruppen, die gegen Stuttgart 21 protestierten.
Das Forum 3 beherbergte zwanzig Jahre bis ins Jahr 2010 die Gruppe Greenpeace Stuttgart. Zurzeit bietet das Forum 3 Raum für folgende Initiativen: NABU Stuttgart, Attac Stuttgart, Amnesty international Stuttgart, BUND Stuttgart und der Festivalkongress für Stuttgart Open Fair.
Das Forum 3 bietet ein breites Kulturangebot von Musik, Schauspiel, Tanz, Sport, bildender Kunst und geisteswissenschaftlichen Themen. Es veranstaltet dabei jährlich rund 150 Kurse und Seminare. Zu aktuellen Themen in Gesellschaft, Politik, Religion, Ethik und Anthroposophie organisiert das Forum 3 im Jahr circa 60 Vorträge, Gesprächsforen und Diskussionen. Unter anderem die jährlich stattfindende Jugendtrainingswoche mit Orland Bishop und Nicanor Perlas oder Veranstaltungen mit Vandana Shiva oder mit Götz Werner zum „Bedingungslosen Grundeinkommen“.
Das Forum Café serviert an 100 Plätzen Bioessen ohne Musikbeschallung bei wechselnden Kunstausstellungen.
Das Forum 3 ist Mitglied im Stuttgarter Stadtjugendring und im paritätischen Wohlfahrtsverband. Pro Jahr besuchen über 100.000 Menschen das Forum 3.

## Forum Theater
Das Forum Theater befindet sich im Haus des Forum 3. Bis 2008 war der Rechtsträger der Forum 3 e. V. Seither ist das Theater eigenständig als gGmbH geführt und wird von der Stadt Stuttgart sowie dem Land Baden-Württemberg mit Fördermitteln bezuschusst.

## Struktur
Das Forum 3 ist ein Verein in freier Trägerschaft. Das Gebäude wurde 1980 dem Verein durch Erbbaurecht überlassen. Nach einem Umbau 1981–1983 verfügt das Forum 3 mit zwei neuen Flügeln über 1700 m² Nutzfläche auf fünf Stockwerken, für den Neubau erhielt es 1983 den »Paul Bonatz-Preis«.

## Finanzierung
Seit 1971 wird das Forum 3 durch einen ständigen Zuschuss des Jugendamts der Stadt Stuttgart unterstützt. Die laufenden Betriebskosten pro Jahr wie Haus-, Energie- und Materialkosten, Gehälter, Löhne und Honorare und Veranstaltungskosten müssen zu etwa 60 % selbst erwirtschaftet werden durch Einnahmen, unbezahlte Eigenarbeit und Spenden, den Rest übernimmt der städtische Zuschuss.